# Floronia
Floronia es un género de arañas araneomorfas de la familia Linyphiidae. Se encuentra en Eurasia y Sudamérica.

## Lista de especies
Según The World Spider Catalog 12.0:
- Floronia annulipes Berland, 1913
- Floronia bucculenta (Clerck, 1757)
- Floronia exornata (L. Koch, 1878)
- Floronia hunanensis Li & Song, 1993
- Floronia jiuhuensis Li & Zhu, 1987
- Floronia zhejiangensis Zhu, Chen & Sha, 1987